# Chasjoeri (stad)
Chasjoeri (Georgisch: ხაშური) is een stad in centraal-Georgië met 24.131 inwoners (2024), gelegen in de regio Sjida Kartli. Het is de negende grote stad van Georgië en is het bestuurlijk centrum van de gelijknamige gemeente. De stad is gesitueerd op de linkeroever van de Mtkvari op ongeveer 700 meter boven zeeniveau. De lokale Soeramala stroomt door Chasjoeri en komt uit het nabijgelegen Soerami. Chasjoeri ligt circa 125 kilometer ten westen van hoofdstad Tbilisi.

## Geschiedenis
De eerste documentatie over Chasjoeri stamt uit 1693, maar de nederzetting bestond al enige tijd eerder bij de gratie van de toenmalige koningin Helene Aznaoer van Kartlië. In de 18e eeuw werd de nederzetting als een gemoedelijk residentieel dorp beschreven.

### Vervoersknooppunt
Het moderne Chasjoeri ontstond pas met de aanleg van de Tbilisi - Poti spoorlijn die in 1862 begon en in 1872 opende. Het station in Chasjoeri kreeg een belangrijke functie als laatste laaggelegen plaats voor de klim over de Soeramipas en de passage door het Lichigebergte. Chasjoeri werd toen ook omgedoopt in Michailovo, ter ere van de Transkaukasische onderkoning van dat moment, Michaël Nikolajevitsj. In 1894 opende de aftakking van de spoorlijn naar Bordzjomi. Deze werd in de jaren 1940 doorgetrokken naar Achaltsiche.
In 1918 werd de naam Chasjoeri hersteld toen de Democratische Republiek Georgië uitgeroepen was en men van de Russische namen af wilde. Tijdens de verovering van Georgië door het Rode Leger in februari-maart 1921 waren Chasjoeri en Soerami belangrijke strategische plaatsen waar tussen 4 en 7 maart zware slag werd geleverd, die uiteindelijk in het nadeel van de Georgiërs uitviel. In 1921 werd de stadsstatus toegekend, en van 1931 tot 1934 werd Chasjoeri vernoemd naar Jozef Stalin met de naam Stalinisi (Russisch: Сталиниси). Onder de sovjetheerschappij groeide de stad uit en kwamen er diverse industrieën.
De komst van de auto als vervoersmiddel betekende ook een belangrijkere rol van de hoofdwegen. Het maakte Chasjoeri nog meer een transportknooppunt van verkeer uit west-, zuid- en oost-Georgië. Chasjoeri stond lange tijd bekend om de "Hangmatten Straat", de verkoop van hangmatten een aanverwante artikelen langs de hoofdweg door de stad. Sinds 2020 is deze S1 (E60) als autosnelweg verlegd buiten de stad om en is de handel in de hangmatten vrijwel geheel stil komen te liggen.

## Demografie
Begin 2024 had Chasjoeri 24.131 inwoners, een verlies van ruim 7% sinds de volkstelling van 2014.
| Aantal                                                           | - | 7.018 | 15.560 | 18.646 | 24.469 | 28.638 | 32.639 | 28.560 | 26.135 | 25.015 | 24.131 |
| Verantwoording data: Bevolkingsstatistiek Georgië 1897 tot heden |   |       |        |        |        |        |        |        |        |        |        |

### Etniciteit

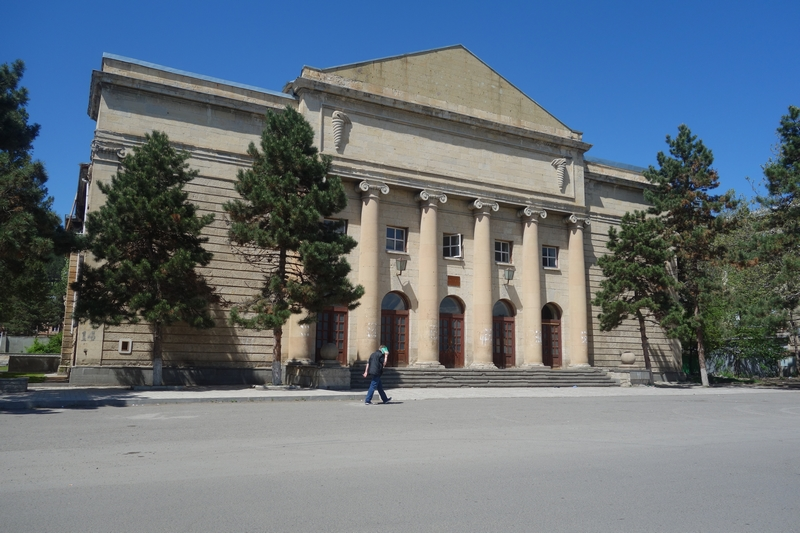
Theater Chasjoeri

De bevolking van Chasjoeri bestond volgens de volkstelling van 2014 voor ruim 98% uit Georgiërs. Er wonen verder ruim 200 Armeniërs en ruim 100 Osseten, gevolgd door Russen en enkele tientallen Pontische Grieken. Chasjoeri is zowel voor als tijdens de Sovjet-Unie een dominant Georgische plaats gebleven. In de jaren onder het Sovjetregime nam het aantal Osseetse inwoners gestaag toe van een kleine 40 in 1922 tot bijna 1300 in 1979, de tweede grote etnische bevolkingsgroep. In tegenstelling tot andere belangrijke industriële plaatsen in Georgië bleef het aantal Russen en andere bevolkingsgroepen erg beperkt.

## Bezienswaardigheden

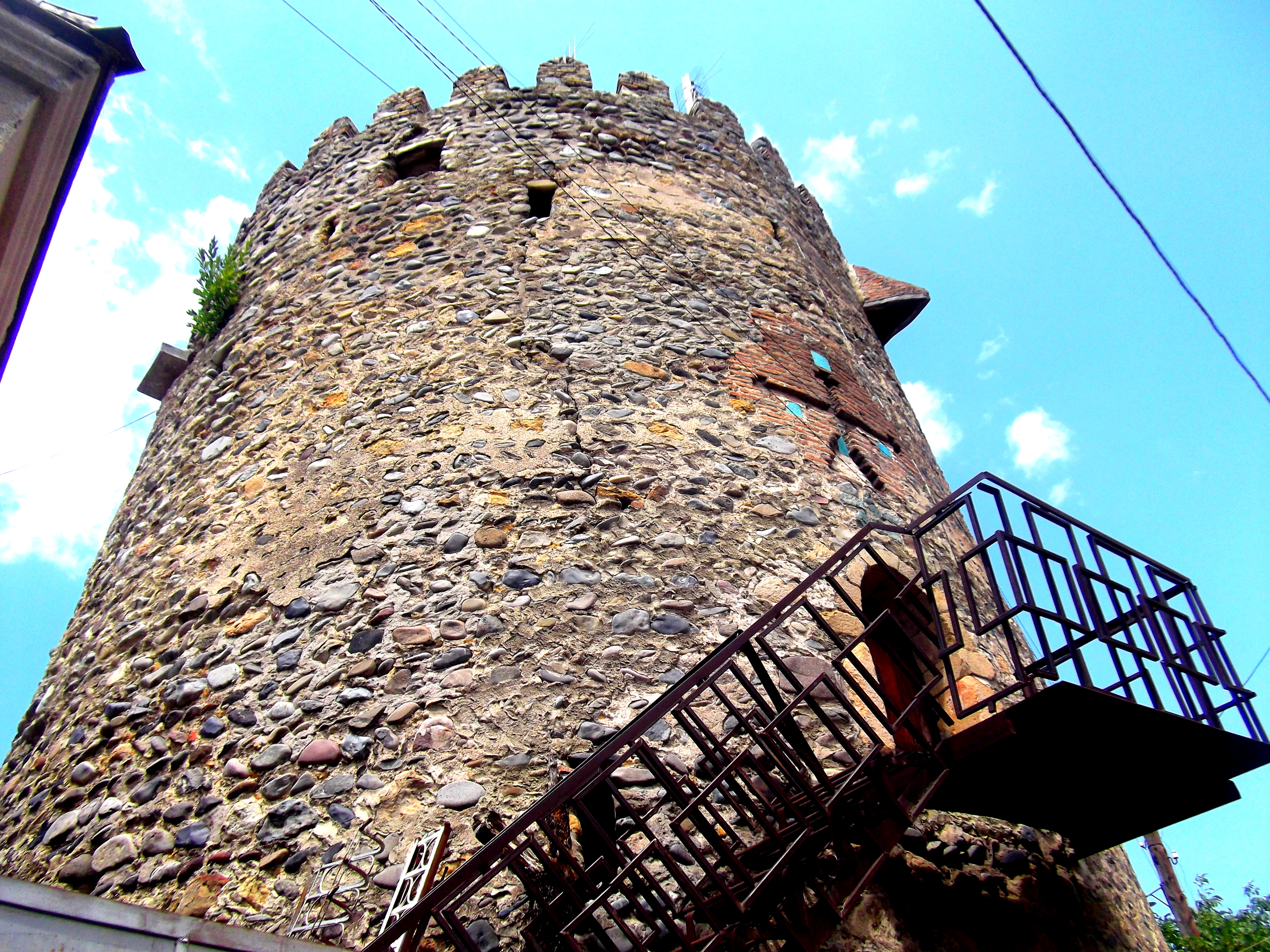
Verdedigingstoren uit 18e eeuw

In Chasjoeri zijn weinig bijzondere (cultuur-historische) bezienswaardigheden. Op korte afstand ten noorden van de stad ligt Soerami waar het middeleeuwse Soeramifort te bezichtigen is, alsmede enkele kerken.

## Vervoer

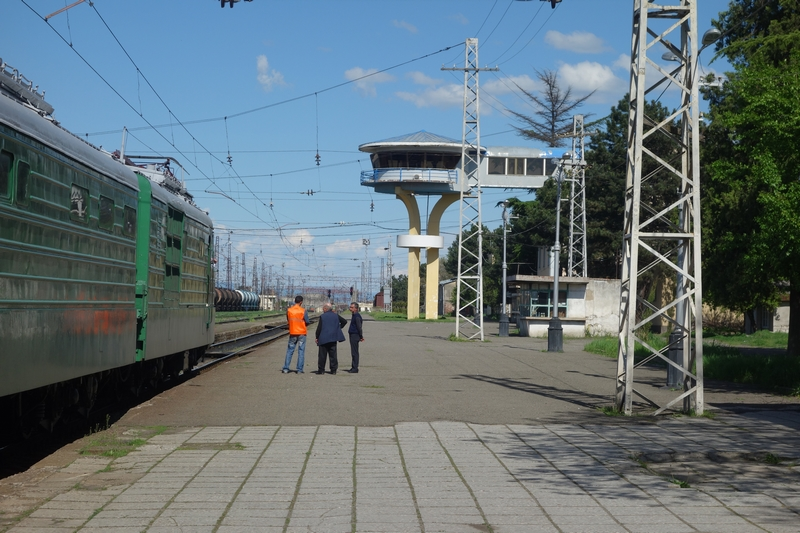
Station Chasjoeri

Door Chasjoeri passeren belangrijke transportcorridors, en het is daarmee een van de wegen- en spoorknooppunten in het land, op een belangrijk geografisch punt. Chasjoeri kwam tot groei en betekenis door de opening van de Tbilisi - Poti spoorlijn in 1872, die niet lang daarna ook naar Batoemi ging voor belangrijke olietransporten. Sinds 1894 takt in Chasjoeri de spoorlijn af naar Bordzjomi. Vanaf Chasjoeri zijn er dagelijks treinen naar Tbilisi en de westelijke bestemmingen Bordzjomi, Koetaisi, Ozoergeti, Poti en Zoegdidi.
De 'route van internationaal belang' S1 (E60) liep tot 2020 door het centrum van de stad, toen de Chasjoeri Bypass openging. Het centrum van Chasjoeri is nog wel het beginpunt van de S8 naar Bordzjomi, Achaltsiche en de Georgisch-Turkse grens bij Vale.

## Stedenbanden
Chasjoeri onderhoudt stedenbanden met:
- Novograd-Volinsky, Oekraïne
- Oboechiv, Oekraïne
- Radviliškis, Litouwen
- Bauska, Letland
- Hedemora, Zweden
- Horki, Wit-Rusland
- Tarnów, Polen
- Śrem, Polen
- Ramla, Israël

## Sport
De lokale voetbalclub FK Iveria Chasjoeri was in 1990 een van de oprichters van de Georgische hoofd competitie, maar speelt sinds 2017 op regionaal niveau, het laagste niveau van de Georgische profvoetbal divisies. De club speelt haar wedstrijden in het Grigol Dzjomartidzestadion.

## Geboren
- Dzjaba Ioseliani (1926 - 2003), politicus en leider van de paramilitaire Mchedrioni-beweging.